# Limnerpeton
Limnerpeton is een geslacht van uitgestorven dissorophoïde temnospondyle Batrachomorpha (basale 'amfibieën') binnen de Euskelia en de familie Amphibamidae.

## Taxonomie
Limnerpeton is momenteel beperkt tot de typesoort Limnerpeton modestum, die een nomen dubium is, maar een amfibamide vertegenwoordigt. De nominale soort Limnerpeton laticeps werd later toegewezen aan de trematopide Mordex, maar is na Milner (2018) in het aparte trematopide geslacht Mattauschia geplaatst. De nominale soort Limnerpeton macrolepis werd  door Milner en Sequeira (2003) en Milner (2018) synoniem aan Limnerpeton laticeps geacht. Limnerpeton elegans werd toegewezen aan Micromelerpetontidae en omgedoopt tot Limnogyrinus door Milner (1986). Limnerpeton caducus is een jonger synoniem van Oestocephalus, terwijl Limnerpeton obtusatum synoniem geacht werd aan Microbrachis door Carroll en Gaskill (1978).